# مارتین سسکس
مارتیش سسکس (انگلیسی: Mārtiņš Sesks؛ زادهٔ ۱۸ سپتامبر ۱۹۹۹) راننده رالی اهل لتونی است.